# Акулы Красного моря
«Акулы Красного моря» (фр. Coke en stock) — девятнадцатый альбом из серии «Приключения Тинтина» бельгийского карикатуриста Эрже.
Комикс публиковался еженедельно в бельгийском журнале Tintin с октября 1956 по январь 1958 года, а затем был опубликован в сборнике Casterman в 1958 году.
История повествует о молодом репортёре Тинтине, его собаке Милу и его друге капитане Хэддоке, которые отправляются в вымышленное ближневосточное королевство Хемед с намерением помочь эмиру Бен Калишу Эзабу восстановить контроль после государственного переворота.

## Сюжет
В Брюсселе Тинтин и капитан Хэддок сталкиваются со старым знакомым, генералом Алькасаром. Вернувшись в Муленсар, они обнаруживают, что другой знакомый, эмир Хемеда, Мохаммед Бен Калиш Эзаб, был свергнут своим врагом шейхом Бабом Эль Эром, и что эмир соответственно отправил своего сына, непокорного Абдуллу, остаться в Муленсаре для его собственной защиты. Полицейские детективы Дюпон и Дюпонн посещают его, сообщая Тинтину, что Алькасар пытается купить военные самолеты у Дж. М. Доусона. После дальнейшего расследования Тинтин обнаруживает, что Доусон также продавал военные самолёты Бабу Эль Эру.
Понимая, что единственный способ избавиться от Абдуллы — восстановить контроль эмира над Хемедом, Тинтин, Хэддок и их собака Милу отправляются в эту ближневосточную страну. Однако трио едва выживают после взрыва бомбы, заложенной на борту самолета, чтобы убить их, поскольку Доусон обнаружил, что Тинтин шпионил за ним. Тем временем между Хэддоком, разгневанным мужчиной и Тинтином вспыхивает драка. Пилот приказал совершить аварийную посадку. Теперь, когда пожар потушен, а пассажиры из горящего самолета эвакуированы, трио может незаметно проскользнуть в город Вадешах. Там они встречают старого друга, португальского торговца Оливейру да Фигейру, который помогает им сбежать из города и отправиться верхом к убежищу эмира. Во время путешествия они уклоняются от броневиков и истребителей, которым приказал перехватить их «Мулл-паша», который на самом деле является старым врагом Тинтина, доктором Мюллером.
Тем временем в Муленсаре Абдулла находит Нестора, связанного и с кляпом во рту, на стуле на кухне, а позже появляется профессор Турнесоль, катающийся на роликах. Позже эмир приветствует Тинтина и Хэддока. Затем из объяснений эмира выясняется, что через Хемеда ведётся работорговля, которой управляет международный бизнесмен под названием «маркиз ди Горгонзола», который ложно предлагает транспорт африканским мусульманам во время паломничества в Мекку, но затем продает их в рабство где-то по пути. Тинтин, Хэддок и Милу отправляются на побережье Красного моря и садятся на самбук до Мекки, но их атакуют истребители. Тинтин сбивает один из них и спасает его наемного эстонского пилота Петра Скута. Четверых подбирает яхта ди Горгонзолы «Шехерезада», но вскоре их выгружают на SS Ramona, грузовой пароход. Ди Горгонзола, как выясняется, — это еще один из бывших противников Тинтина, Роберто Растапопулос.
Ramona — один из кораблей работорговцев Растапопулоса, и когда ночью на его борту вспыхивает пожар, командир корабля Аллан и его команда трусливо сбегают, оставив Тинтина, Хэддока, Милу и Ската на борту вместе с партией африканских рабов. Когда Хэддок берёт на себя роль капитана на корабле, им успешно удается потушить пожар. Однако Растапопулос приказывает подводной лодке уничтожить Ramona, при этом судно совершает маневры уклонения, чтобы выжить, и в конечном итоге его спасает истребитель с крейсера USS Los Angeles после того, как Тинтин отправляет многочисленные сигналы бедствия. Los Angeles преследует «Шехерезаду» и пытается захватить ди Горгонзолу, но он инсценирует свою смерть и сбегает на мини-субмарине. Тинтин, Хэддок и Милу возвращаются в Бельгию и узнают, что Эмир отбил Хемед, и теперь, когда война в Хемеде окончена, Абдулла может вернуться домой. Их отдых прерывает страховой агент Джолион Вагг, который договорился использовать Муленсар для автопробега.

## Работа над альбомом
Следуя за предыдущим томом в серии, «Дело Турнесоля», «Акулы Красного моря» были созданы с помощью команды художников Эрже в Студиях Эрже. Под влиянием «Человеческой комедии» Оноре де Бальзака Эрже использовал историю как средство, в котором можно было заново ввести широкий спектр персонажей, которые впервые появились в более ранних частях серии. История касалась торговли рабами-африканцами по всему арабскому миру, в частности, работорговли в Красном море, которая продолжалась на момент ее публикации.

## Приём
В 1960-х годах история вызвала споры, поскольку Эрже неоднократно обвиняли в том, что он изображал африканцев в расистской манере. Он был расстроен этими утверждениями и внёс изменения в изображение африканцев в более поздних переизданиях. Эрже продолжил «Приключения Тинтина» «Тинтином в Тибете», и серия в целом стала определяющей частью франко-бельгийской традиции комиксов. «Акулы Красного моря» были хорошо приняты критиками, и различные комментаторы описывали их как одно из лучших приключений Тинтина.

## Экранизации и адаптации
Комикс был адаптирован как для анимационного сериала «Приключения Тинтина» (1992), так и для постановки «Приключений» на BBC Radio 5 1992-3 годов.